# Campionati europei juniores di scherma 2023
I Campionati europei juniores di scherma del 2023 (2023 European Juniors Fencing Championships) sono stati organizzati dalla Confederazione europea di scherma e si sono svolti a Tallinn in Estonia, dal 25 al 28 febbraio 2023.
Nel fioretto, si sono aggiudicati il titolo di campione europeo il polacco Adam Jakubowski, che ha battuto in finale lo svedese Marcus Broberg, e l'italiana Giulia Amore che ha avuto la meglio sull'ucraina Kristina Petrova.
Nella spada l'israeliano Yonatan Cohen ha battuto in finale l'estone Markus Salm, mentre tra le donne la polacca Gloria Klughardt ha superato l'israeliana Nicole Feygin.
Nella sciabola l'italiano Marco Mastrullo ha prevalso sull'ucraino Darii Lukashenko, mentre la francese Mathilde Mouroux ha battuto la turca Nisanur Erbil.
Nei campionati europei juniores a squadre maschili, la nazionale francese ha prevalso nella finale del fioretto contro la Germania, mentre la nazionale francese ha vinto nella spada contro la formazione ucraina, ed infine la nazionale polacca ha avuto la meglio sulla compagine tedesca nella sciabola.
Nei campionati europei juniores a squadre femminili, la nazionale francese ha prevalso nella finale del fioretto contro la Germania, la Romania ha vinto nella spada contro la compagine svizzera, ed infine la formazione magiara ha avuto la meglio sulla la nazionale iberica nella sciabola.

## Podi

### Uomini
| Specialità  | Oro                                                                       | Argento                                                                   | Bronzo                                                         |
| Individuali |                                                                           |                                                                           |                                                                |
| Fioretto    | Adam Jakubowski                                                           | Marcus Broberg                                                            | Albert Bagdány Niklas Diestelkamp                              |
| Spada       | Yonatan Cohen                                                             | Markus Salm                                                               | Marco Paganelli Soma Somody                                    |
| Sciabola    | Marco Mastrullo                                                           | Darij Lukašenko                                                           | Tolga Aslan Casian Cîdu                                        |
| Fioretto    | Francia Tyvan Bibard Constant Roger Rafaël Savin Armand Spichiger         | Germania Nils Fabinger Luis Klein Moritz Renner Laurenz Rieger            | Polonia Maciej Bem Piotr Borowiec Jan Jurkiewicz Mateusz Kozak |
| Spada       | Francia Gaëtan Billa Kendrick Jean-Joseph Lilian Nguefack Arthur Philippe | Ucraina Andrij Derkač Nikita Košman Andrij Opanasenko Vitalij Svystil     | Estonia Ilian Bobrov Markus Salm Kasper Tafenau Erik Tobias    |
| Sciabola    | Polonia Jakub Broniszewski Szymon Hryciuk Olaf Stasiak Piotr Szczepanik   | Germania Antonio Heathcock Leon Schlaffer Eric Simon Seefeld Bas Wennemar | Romania Matei Cîdu Radu Nițu Marco Sovar Alexandru Zmau        |

### Donne
| Specialità  | Oro                                                                           | Argento                                                                          | Bronzo                                                                           |
| Individuali |                                                                               |                                                                                  |                                                                                  |
| Fioretto    | Giulia Amore                                                                  | Kristina Petrova                                                                 | Ariadna Tucker Carolina Stutchbury                                               |
| Spada       | Gloria Klughardt                                                              | Nicole Feygin                                                                    | Kinga Zgryzniak Alexandra Kravets                                                |
| Sciabola    | Mathilde Mouroux                                                              | Nisanur Erbil                                                                    | Kira Keszei Amalia Stan                                                          |
| A squadre   |                                                                               |                                                                                  |                                                                                  |
| Fioretto    | Francia Éva Lacheray Jade Marechal Alice Recher Marion Rousseau               | Germania Aliya Dhuique Hein Anne Kirsch Carlotta Sophie Morandi Pia Ueltgesforth | Polonia Aleksandra Jeglińska Renata Tomczak Dominika Wasilczuk Karolina Żurawska |
| Spada       | Romania Bianca Benea Cristina Constantinescu Talida Enache Alexandra Predescu | Svizzera Angeline Favre Aurore Favre Fiona Hatz Virginia Romeo                   | Germania Lara Goldmann Viktoria Hilbrig Klara Jaskulla Laura Katalin Wetzker     |
| Sciabola    | Ungheria Sugár Katinka Battai Kira Keszei Anna Spiesz Luca Szűcs              | Spagna Itziar Gallardo Elena Hernández Muñoz Ainhoa Pérez Zurutuza Maria Ventura | Francia Faustine Clapier Cyrielle Girardin Anne Poupinet Coline Suzanne          |